# Красное Знамя (Покровский район)
Красное Знамя — посёлок в Покровском районе Орловской области России.
Входит в состав Моховского сельского поселения

## География
Расположен восточнее посёлка Гражданский, на территории посёлка берёт начало речка, впадающая в реку Озёрная. Просёлочная дорога соединяет Красное Знамя с административным центром поселения — селом Моховое.
В посёлке имеется одна улица — Овражная.

## Население
| 2010 |
| ---- |
| 0    |